# Hypsirhynchus
Hypsirhynchus — рід змій родини полозових (Colubridae). Представники цього роду мешкають на Ямайці, Багамських островах та на острові Гаїті.

## Види
Рід Hypsirhynchus нараховує 8 видів:
- Hypsirhynchus ater (Gosse, 1851)
- Hypsirhynchus callilaemus (Gosse, 1851)
- Hypsirhynchus ferox Günther, 1858
- Hypsirhynchus funereus (Cope, 1862)
- Hypsirhynchus melanichnus (Cope, 1862)
- Hypsirhynchus parvifrons (Cope, 1862)
- Hypsirhynchus polylepis (Buden, 1966)
- Hypsirhynchus scalaris Cope, 1863

## Етимологія
Наукова назва роду Hypsirhynchus походить від сполучення слів дав.-гр. ὑψι — високо, нагорі і ῥυγχος — морда.